# Plagiochila punctata
Plagiochila punctata là một loài rêu tản trong họ Plagiochilaceae. Loài này được (Taylor) Taylor miêu tả khoa học lần đầu tiên năm 1846.